# Карніліан-Бей (Каліфорнія)
Карніліан-Бей (англ. Carnelian Bay) — переписна місцевість (CDP) в США, в окрузі Пласер штату Каліфорнія. Населення — 518 осіб (2020).

## Географія
Карніліан-Бей розташований за координатами 39°14′9″ пн. ш. 120°4′35″ зх. д. / 39.23583° пн. ш. 120.07639° зх. д. (39.235735, -120.076507).  За даними Бюро перепису населення США в 2010 році переписна місцевість мала площу 3,38 км², з яких 3,37 км² — суходіл та 0,01 км² — водойми.

### Клімат
| Клімат : Карніліан-Бей                                                    | Клімат : Карніліан-Бей | Клімат : Карніліан-Бей | Клімат : Карніліан-Бей | Клімат : Карніліан-Бей | Клімат : Карніліан-Бей | Клімат : Карніліан-Бей | Клімат : Карніліан-Бей | Клімат : Карніліан-Бей | Клімат : Карніліан-Бей | Клімат : Карніліан-Бей | Клімат : Карніліан-Бей | Клімат : Карніліан-Бей | Клімат : Карніліан-Бей |
| Показник                                                                  | Січ.                   | Лют.                   | Бер.                   | Квіт.                  | Трав.                  | Черв.                  | Лип.                   | Серп.                  | Вер.                   | Жовт.                  | Лист.                  | Груд.                  | Рік                    |
| Абсолютний максимум, °C                                                   | 21,1                   | 23,9                   | 28,3                   | 31,7                   | 35,6                   | 39,4                   | 40,0                   | 40,6                   | 38,3                   | 32,8                   | 25,0                   | 21,1                   | 40,6                   |
| Середній максимум, °C                                                     | 7,2                    | 10,6                   | 13,3                   | 17,8                   | 22,8                   | 27,8                   | 32,8                   | 31,7                   | 27,2                   | 21,1                   | 12,8                   | 7,8                    | 19,4                   |
| Середня температура, °C                                                   | 0,0                    | 3,3                    | 5,0                    | 8,9                    | 13,3                   | 17,2                   | 21,1                   | 20,0                   | 16,1                   | 10,6                   | 4,4                    | 0,6                    | 10,1                   |
| Середній мінімум, °C                                                      | −7,2                   | −5                     | −3,3                   | −0,6                   | 3,3                    | 6,7                    | 9,4                    | 8,3                    | 4,4                    | 0,0                    | −3,9                   | −6,7                   | 0,5                    |
| Абсолютний мінімум, °C                                                    | −26,7                  | −26,7                  | −17,8                  | −10,6                  | −7,8                   | −3,9                   | 0,6                    | −4,4                   | −6,7                   | −13,3                  | −17,2                  | −26,7                  | −26,7                  |
| Норма опадів, мм                                                          | 25                     | 23                     | 18                     | 10                     | 18                     | 10                     | 8                      | 5                      | 8                      | 10                     | 20                     | 25                     | 46                     |
| ------------------------------------------------------------------------- | ---------------------- | ---------------------- | ---------------------- | ---------------------- | ---------------------- | ---------------------- | ---------------------- | ---------------------- | ---------------------- | ---------------------- | ---------------------- | ---------------------- | ---------------------- |
| Джерело: http://www.myforecast.com/bin/climate.m?city=514511&metric=false |                        |                        |                        |                        |                        |                        |                        |                        |                        |                        |                        |                        |                        |

## Демографія
Згідно з переписом 2010 року, у переписній місцевості мешкали 524 особи в 256 домогосподарствах у складі 138 родин. Густота населення становила 155 осіб/км².  Було 947 помешкань (281/км²).
Расовий склад населення:
| - 94,1 % — білих - 2,7 % — азіатів - 0,8 % — корінних американців - 0,2 % — чорних або афроамериканців |

До двох чи більше рас належало 2,1 %. Частка іспаномовних становила 2,5 % від усіх жителів.
За віковим діапазоном населення розподілялося таким чином: 11,5 % — особи молодші 18 років, 66,7 % — особи у віці 18—64 років, 21,8 % — особи у віці 65 років та старші. Медіана віку мешканця становила 49,3 року. На 100 осіб жіночої статі у переписній місцевості припадало 126,8 чоловіків;  на 100 жінок у віці від 18 років та старших — 126,3 чоловіків також старших 18 років.
Середній дохід на одне домашнє господарство  становив 88 669 доларів США (медіана — 83 750), а середній дохід на одну сім'ю — 97 307 доларів (медіана — 92 750). За межею бідності перебувало 12,5 % осіб, у тому числі 0,0 % дітей у віці до 18 років та 7,6 % осіб у віці 65 років та старших.
Цивільне працевлаштоване населення становило 233 особи. Основні галузі зайнятості: мистецтво, розваги та відпочинок — 22,3 %, освіта, охорона здоров'я та соціальна допомога — 21,9 %, фінанси, страхування та нерухомість — 18,5 %, науковці, спеціалісти, менеджери — 16,3 %.